# George Mumford
George Mumford (* im Rowan County, North Carolina; † 31. Dezember 1818 in Washington, D.C.) war ein US-amerikanischer Politiker. In den Jahren 1817 und 1818 vertrat er den Bundesstaat North Carolina im US-Repräsentantenhaus.

## Werdegang
Das Geburtsdatum von George Mumford ist unbekannt. Er besuchte die öffentlichen Schulen seiner Heimat und begann später als Mitglied der von Thomas Jefferson gegründeten Demokratisch-Republikanischen Partei eine politische Laufbahn. In den Jahren 1810 und 1811 saß er als Abgeordneter im Repräsentantenhaus von North Carolina.
Seine Tante hinterließ ihm ein Sklavenmädchen namens Flora.
Bei den Kongresswahlen des Jahres 1816 wurde Mumford im zehnten Wahlbezirk von North Carolina in das US-Repräsentantenhaus in Washington gewählt, wo er am 4. März 1817 die Nachfolge von William Carter Love antrat. Dieses Mandat im Kongress konnte er bis zu seinem Tod am 31. Dezember 1818 ausüben. Er wurde in Anwesenheit von Präsident James Monroe auf dem Kongressfriedhof in der Bundeshauptstadt Washington beigesetzt. Sein Abgeordnetenmandat fiel in einer Nachwahl an Charles Fisher.